# Juan Pablo Rodríguez Conde
Juan Pablo Rodríguez (Montevideo, Uruguay, 14 de junio de 1982) es un exfutbolista Uruguayo que jugaba como mediocampista.

## Vida personal
Moldeado en una familia humilde, sus padres lo motivaban a estudiar. Con mucho sacrificio y dedicación, terminó la carrera de Ingeniería Civil en la Universidad de Montevideo, a la vez que se dedicaba profesionalmente al fútbol en su país y, por temporadas, en el extranjero. Su padre fue el presidente de Racing Club de Montevideo club del cual es hincha.

## Trayectoria
Realizó su presentación en Primera a los 18 años, en el Racing Club de Montevideo. Pero antes de la mala experiencia con Estudiantes de La Plata, pasó de Racing al Club Atlético Cerro tras firmar un contrato de representación con Walter Audifred. Lo citaron para dos amistosos con el seleccionado mayor a los 20 años.
Se fichó en Nacional, donde estuvo dos meses sin jugar porque le había saltado un doble préstamo en el mismo año. Pasó a Cerrito pero al contarle a un compañero que no iba a renovar con su representante, su representante se enteró y le ensucio la carrera dejándolo ocho meses sin jugar en año 2005. Cuando volvió al fútbol jugó 6 partidos para el Manta de ecuador pero su falta de fútbol lo llevó a no rendir y no fue tenido en cuenta. 
Volvió a Racing para el segundo semestre del 2006. El equipo estaba en Segunda División, último y con un plantel repleto de jóvenes.
Se gestó en Racing a mediados del 2007. El uruguayo se integró al equipo diez días después del inicio de la pretemporada, a causa de un viaje a Turquía donde despuntó el vicio en el fútbol universitario. En diciembre se fue a Defensor Sporting y se consagró campeón uruguayo. Salió campeón del Apertura con Racing y del torneo uruguayo con Defensor Sporting en la misma temporada. Racing finalmente ascendió y el uruguayo regresó para jugar en Primera donde se acomodó fácilmente.
Su punto máximo fue el Indios de Ciudad Juárez de México donde fue la gran figura del equipo de dicha ciudad. Por diferencias con su técnico y sus compañeros debió abandonar el equipo donde fue ídolo para ser parte del Real San Luis de Potosí. En este último disputó dos partidos por la Copa Libertadores. En el 2010 llega a All Boys sin estar en planes de José Santos Romero, pero de a poco se fue ganando un lugar en el equipo. En el 2012 despierta el interés de Jorge da Silva de Club Atlético Peñarol de Uruguay. pero todo indicaba que seguiría en la entidad de Floresta.
El 29 de enero de 2013 se anuncia su fichaje en calidad de préstamo por un año con los Pumas de la UNAM. Sin embargo, solo perduró allí unos meses ya que en el mercado de pases de invierno en Argentina se incorporó por un año a Gimnasia y Esgrima La Plata de aquel país, club de la Primera División de Argentina.
En 2014 firma un nuevo contrato con Racing Club de Montevideo.

## Logros
| Título           | Club                      | País    | Año  |
| ---------------- | ------------------------- | ------- | ---- |
| Segunda División | Racing Club de Montevideo | Uruguay | 2008 |

## Clubes
| Club                        | País           | Año       |
| --------------------------- | -------------- | --------- |
| Racing de Montevideo        | Uruguay        | 2001-2002 |
| Estudiantes                 | Argentina      | 2003      |
| Nacional                    | Uruguay        | 2004-2005 |
| Cerrito                     | Uruguay        | 2005-2007 |
| Racing de Montevideo        | Uruguay        | 2008      |
| Defensor Sporting           | Uruguay        | 2008      |
| Racing de Montevideo        | Uruguay        | 2009      |
| Indios de Ciudad Juárez     | México         | 2009      |
| San Luis                    | México         | 2010      |
| All Boys                    | Argentina      | 2010-2012 |
| Pumas UNAM                  | México         | 2013      |
| Gimnasia y Esgrima La Plata | Argentina      | 2013      |
| Al-Ittihad                  | Arabia Saudita | 2014      |
| Racing de Montevideo        | Uruguay        | 2014-2016 |